# Ратдрам (Айдахо)
Ратдрам (англ. Rathdrum) — місто в окрузі Кутенай, штат Айдахо, США. Згідно з переписом 2010 року населення становило 6 826 осіб, що на 2010 осіб більше, ніж 2000 року.

## Географія

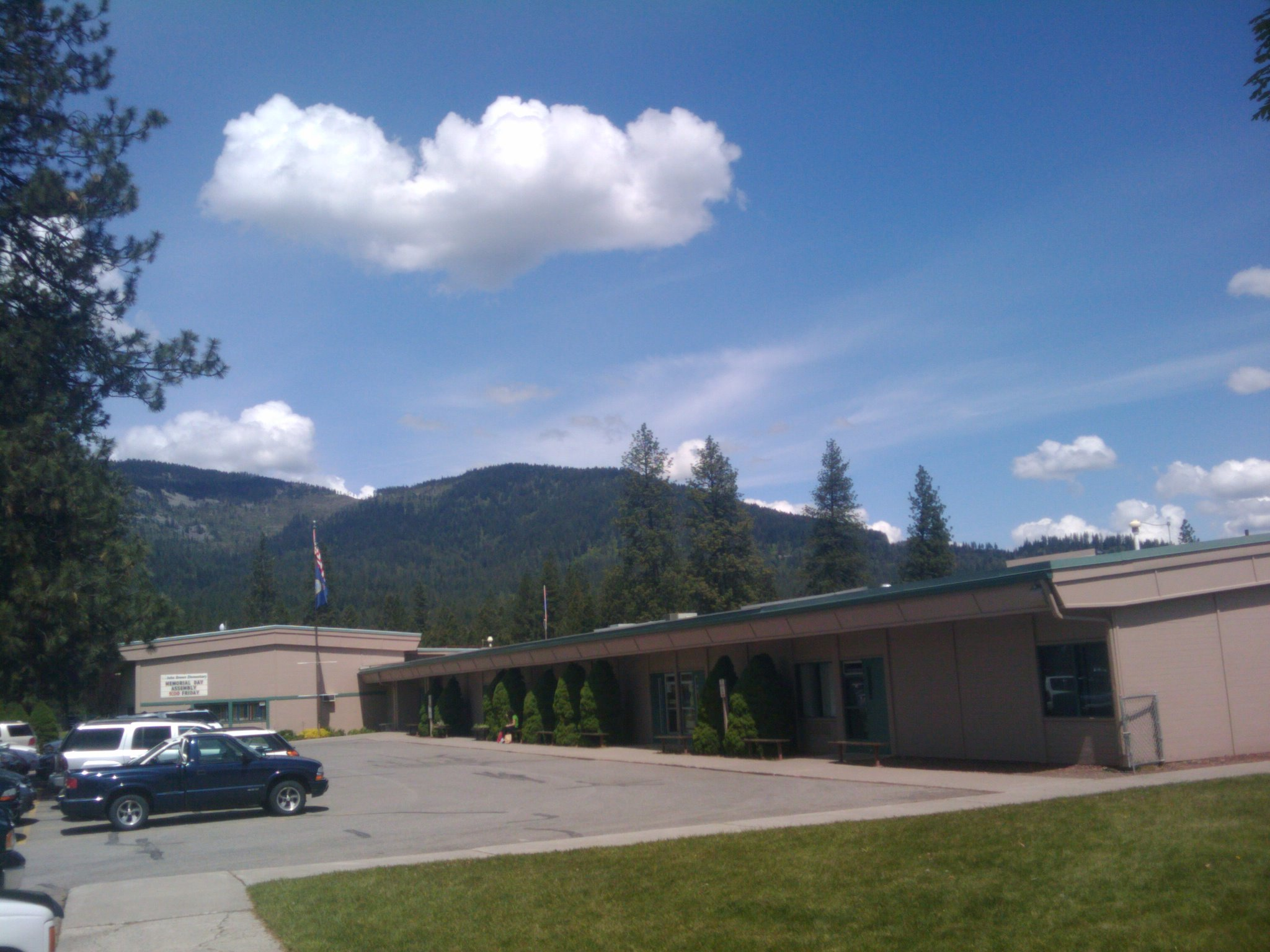
Крило середньої школи Ратдрамської початкової школи, Джон Браун

Ратдрам розташований за координатами 47°47′58″ пн. ш. 116°53′29″ зх. д. / 47.79944° пн. ш. 116.89139° зх. д. (47.799425, -116.891387).  За даними Бюро перепису населення США в 2010 році місто мало площу 12,81 км², уся площа — суходіл. В 2017 році площа становила 13,56 км², уся площа — суходіл.

## Демографія

### Перепис 2010 року
Згідно з переписом 2010 року, у місті проживало 6 826 осіб у 2 427 домогосподарствах у складі 1 852 родин. Густота населення становила 490,83 ос./км². Було 2 561 помешкання, середня густота яких становила 199,97/км². Расовий склад міста: 95,0% білих, 0,2% афроамериканців, 1,1% індіанців, 0,3% азіатів, 0,1% тихоокеанських остров'ян, 0,8% інших рас і 2,5% людей, які зараховують себе до двох або більше рас. Іспанці та латиноамериканці незалежно від раси становили 3,6% населення.
Із 2 427 домогосподарств 42,5% мали дітей віком до 18 років, які жили з батьками; 57,4% були подружжями, які жили разом; 13,6% мали господиню без чоловіка, і 23,7% не були родинами. 18,3% домогосподарств складалися з однієї особи, в тому числі 5,6% віком 65 і більше років. У середньому на домогосподарство припадало 2,81 мешканця, а середній розмір родини становив 3,17 особи.
Віковий склад населення: 16,7% віком до 20 років, 57,4% від 20 до 64 і 8,8% від 65 років і старші. Середній вік жителів — 32,3 року. Статевий склад населення: 51,6% - жінки і 48,4% - чоловіки.
Середній дохід на одне домашнє господарство  становив 51 840 доларів США (медіана — 39 821), а середній дохід на одну сім'ю — 55 089 доларів (медіана — 43 379). Медіана доходів становила 41 010 доларів для чоловіків та 31 783 долари для жінок. За межею бідності перебувало 17,6 % осіб, у тому числі 21,9 % дітей у віці до 18 років та 1,7 % осіб у віці 65 років та старших.
Цивільне працевлаштоване населення становило 2856 осіб. Основні галузі зайнятості: освіта, охорона здоров'я та соціальна допомога — 29,6 %, роздрібна торгівля — 12,7 %, будівництво — 12,3 %.